# Трэверс, Сьюзан
Сью́зан Трэ́верс (англ. Susan Travers; 23 сентября 1909, Лондон — 18 декабря 2003, Балленвилье, Иль-де-Франс, Франция) — английская женщина-военный и мемуаристка, участница Второй мировой войны. Является единственной женщиной, когда-либо официально служившей во Французском Иностранном легионе; имела звание адъютант-шефа Легиона.

## Биография
Сьюзан Трэверс родилась 23 сентября 1909 года в Лондоне. Отец — Фрэнсис Итон Трэверс, адмирал ВМФ Великобритании, мать — Элеанора Катерина (в девичестве — Тёрнбулл), был брат. Брак Фрэнсиса и Элеаноры был без любви: у него было звание, у неё — деньги, внимания от родителей девочка получала мало. Детство её прошло в Англии, она училась в школе Хетфилд в Аскоте, а в 1921 году она с родителями переехала в Канны (Франция), где она вскоре стала полупрофессиональной теннисисткой.

### Карьера военного
С началом Второй мировой войны 30-летняя Трэверс, у которой к тому времени не было ни мужа, ни детей, поступила на службу во французский Красный крест медсестрой, затем, находясь на службе в 10-й армии, была водителем санитарной машины, участвуя в Советско-финской войне на стороне финнов. Во время датско-норвежской операции немцев, её подразделение покинуло Данию, прибыв в Финляндию, оттуда Трэверс вернулась в Великобританию через Исландию. Там она поступила на службу в Свободные французские силы под командованием Шарля де Голля. К 1941 году она служила в должности водителя офицера-медика в 13-й полубригаде Французского Иностранного легиона в Сирии, где она получила от сослуживцев прозвище la Miss.
Во Французском Иностранном легионе служили исключительно мужчины, и Сьюзан Трэверс стала первым и единственным исключением, хотя, вопреки сложившимся стереотипами, она не выдавала себя за мужчину. В Легионе она носила постоянно форму легионера и исполняла чётко обязанности водителя автомобиля.
Затем она была в Дакаре, Дагомее и Эритрее, путешествовала по реке Конго и наконец прибыла в Северную Африку. Во время этого африканского турне близко сошлась с легионером Дмитрием Амилахвари. В июне 1941 года девушку приметил полковник Мари Жозеф Пьер Франсуа Кёниг, который сделал её своим личным водителем, а затем и любовницей.
В конце мая 1942 года, когда Африканский корпус нацистов готовился к нападению на Бир Хакейм, командующий обороной Кёниг отослал из зоны боевых действий всех женщин, но лишь одна Трэверс отказалась подчиниться этому приказу, не желая покидать любимого. В следующие две недели Бир Хакейм подвергся многочисленным авианалётам, а с земли его атаковали четыре немецко-итальянских дивизии; всё это время Трэверс провела в щели размером с гроб при температуре до 51°С, практически без еды и воды. 10 июня Кёниг скомандовал отступление. Колонна автомобилей на полной скорости в темноте рвалась к позиции союзников через минные поля и пулемётный огонь врага. Машина, в которой находился командующий Кёниг, легионер Амилахвари и шофёр Трэверс, ехала первой, указывая путь колонне. На следующее утро колонна достигла линии фронта, машина Трэверс имела 11 пулевых попаданий, были сломаны все амортизаторы и не работали тормоза. После этого сражения Кёниг получил звание генерала и прекратил отношения с Трэверс, вернувшись к жене и штабной работе. Девушка впала в глубочайшую депрессию, но вскоре всё же нашла в себе силы вернуться к военному ремеслу. С этого дня Трэверс не видела Кёнига вплоть до 1956 года, когда он лично вручил ей, наряду с другими легионерами, Воинскую медаль. Это был последний раз, когда они встречались, в 1970 году Кёниг умер.
Дальше Трэверс служила в Италии, Франции и Германии, где она была водителем, соответственно, санитарной машины, грузовика и противотанковой САУ. В конце войны она была ранена, подорвавшись на мине.
В августе 1945 года она подала заявление и была официально зачислена в ряды Французского Иностранного легиона в звании адъютант-шеф в отдел логистики. Во время Индокитайской войны недолго служила во Вьетнаме, а в 1947 году подала рапорт об отставке в связи с беременностью.
Имеет три французские боевые награды: орден Почётного легиона (1996), Военный крест и Воинскую медаль (1956).

### После окончания карьеры военного
В 1947 году вышла замуж за адъютант-шефа Николаса Шлегельмилша, которого знала ещё со времён битвы при Бир Хакейме, у пары родилось двое сыновей, Франсуа и Томас. В 1949 году Николас перенёс тяжелейшую тропическую болезнь, провёл полтора года в госпитале и остался инвалидом навсегда. В 1950 году они поселились на окраине Парижа и прожили там всю оставшуюся жизнь. В 1995 году Николас умер, а Трэверс переехала в дом престарелых. В 2000 году (в возрасте 91 года) при помощи своей подруги, писательницы и журналистки Венди Холден написала автобиографию Tomorrow to Be Brave: A Memoir of the Only Woman Ever to Serve in the French Foreign Legion: все люди, описываемые там Трэверс, к тому времени были уже мертвы.
Сьюзан Трэверс скончалась 18 декабря 2003 года в пригороде Парижа в возрасте 94 лет.